# Joseph Saint-Rémy
Joseph Saint-Rémy, né à la Guadeloupe en 1816 et décédé aux Gonaïves (Haïti) en 1858, est un des trois premiers premiers historiens de la Révolution haïtienne, avec Thomas Madiou et Beaubrun Ardouin.

## Biographie
Joseph Saint-Rémy naquit en 1816 à Basse-Terre, dans la colonie française de Guadeloupe, de parents mulâtres libres. La famille Saint-Rémy s'installa aux Cayes, dans le département Sud d'Haïti, où elle obtint la citoyenneté haïtienne en tant qu'afro-descendante. 
Parvenu à l'âge adulte, Joseph Saint-Rémy étudia le droit à Paris, puis revint aux Cayes pour exercer comme avocat, sous le gouvernement de Jean-Pierre Boyer. Sympathisant de la révolution libérale de 1843 qui renversa le régime de Boyer, Saint-Rémy eut des liens avec le bref gouvernement de Charles Rivière Hérard. A la chute de celui-ci, il fut emprisonné, et finalement dut s'exiler sous le gouvernement de Jean-Louis Pierrot. Il tenta un retour à Haïti en 1847, quand Faustin Soulouque accéda au pouvoir, mais ne tarda pas à repartir pour Paris. Saint-Rémy se réinstalla en Haïti en 1853 pour exercer le droit aux Gonaïves, où il mourut  en 1858 . 

## Œuvre d'historien
En 1839, Joseph Saint-Rémy publia son premier ouvrage, un essai biographique très hostile à l'ancien roi d'Haïti, Henri Christophe, vu comme un traître et un profiteur de la révolution.  
Réfugié à Paris entre 1845 et 1853, Joseph Saint-Rémy se consacra à des recherches sur la Révolution haïtienne. Ayant obtenu l'accès aux archives du ministère français de la Marine, il publia en 1850 une Vie de Toussaint L'Ouverture, « figure immense, qui appartient à toutes les races et à tous les âges », à laquelle il reprochait toutefois une dérive despotique et antimulâtre à partir de la guerre du Sud. 
Puis il se pencha sur le personnage d'Alexandre Pétion, fondateur de la République haïtienne. En 1854, il publia les deux premiers volumes de Pétion et Haïti, bientôt suivis de trois autres. Mais l'historien mourut dans la force de l'âge en 1858, laissant son œuvre inachevée.

## Une grille de lecture «mulâtriste»
Comme ses homologues Thomas Madiou et Beaubrun Ardouin, Joseph Saint-Rémy insiste, dans son œuvre, sur le rôle de la minorité mulâtre dans la Révolution haïtienne. Il magnifie par exemple les figures républicaines d'André Rigaud et Alexandre Pétion, issus de la minorité mulâtre, qu'il oppose aux figures jugées absolutistes de Jean-Jacques Dessalines et Henri Christophe, issus de la majorité noire. Il rend hommage au génie de Toussaint Louverture (qu'il orthographie L'Ouverture) mais lui reproche d'avoir été l'initiateur du despotisme en Haïti.
Les travaux de Thomas Madiou, Saint-Rémy et de Beaubrun Ardouin s'inscrivaient en fait dans les controverses de leur temps (années 1840-1850), à une époque où la prééminence de l'élite mulâtre à Haïti était remise en cause, notamment sous le règne de Soulouque. L'enjeu était, pour eux, de la réhabiliter, en soulignant son rôle dans la révolution et dans la guerre d'indépendance .

## Œuvre
- Essai sur Henri-Christophe, général haïtien, Paris, Imprimerie Félix Malteste & Cie, 1839
- Vie de Toussaint-L'Ouverture, Paris, Moquet éd., 1850
- Mémoires pour servir à l'histoire d'Haïti, par Boisrond-Tonnerre, précédés de différents actes politiques dus à sa plume et d'une étude historique et critique, Paris, librairie France, 1851
- Mémoires du général Toussaint-L'Ouverture, écrits par lui-même, pouvant servir à l'histoire de sa vie. Précédés d'une étude historique et critique. Avec un appendice contenant les opinions de l'empereur Napoléon Ier sur les événements de Saint-Domingue, Paris, Pagnerre éd., 1853
- Pétion et Haïti. Étude monographique et historique, 5 volumes (1854-1858), les trois premiers auto-édités à Paris, les deux suivants chez Auguste Durand, éditeur parisien